# サイドワインダーズ
サイドワインダーズ（Sidewinders）は、日本の社会人アメリカンフットボールチーム。X2所属。

## 歴史
1970年、京都大学ギャングスターズOBを中心にクラブチーム「サイドワインダーズ」が結成される。翌年第1回日本フットボールリーグで優勝。翌年も連覇を果たすなど1970年代前半、創部早々にしてリーグの中心的な存在になる。
しかし他チームの台頭もあり、その後は優勝から遠ざかり、1985年には2部リーグ降格。岩谷産業がスポンサーについた1988年に2部リーグで全勝優勝を果たし1部リーグへ復帰。以降、準優勝が2回あるものの順位は常に中 - 下位で推移している。2003年、全敗で最下位となりX-X2入替戦でファイニーズに敗れ、Xリーグ2部降格。しかし翌2004年X2リーグを全勝優勝し、入替戦で阪急ブルーインズを下し1部再昇格。
2006年シーズンは1勝4敗でアズワンブラックイーグルス、SRC神戸ファイニーズと並んだものの得失点差で最下位。さらに入替戦で名古屋サイクロンズに0-7で敗れ再びX2へ降格。
2007年は3位に終わり、1年での1部復帰はかなわなかった。2008年シーズンもX2リーグ所属となる。
2009年に入替戦でX3に降格、2010年の入替戦でX2復帰を果たしたが、岩谷産業とのスポンサード契約が本年限りで終了、2011年シーズンは創部当時の「サイドワインダーズ」の名称で活動、4勝1敗の勝ち点8を上げ、阪急ブルーインズと同率の首位にならんだが、直接対決で敗れていた為、X2復帰初年度の優勝はならなかった。以降、2014年シーズンまで常にX2リーグ上位争いを演じるも、あと一歩のところで優勝を逃す事となる。しかし2015年シーズンに全勝でX2リーグ優勝を果たすと、入替戦でも富士ゼロックスJ-Starsを敗り10年ぶりの1部リーグ復帰を決めた。
2016年は1部でウェスト最下位（BATTLE9は8位）となり、入替戦の出場が決定。入替戦ではクラブホークアイに17対19で敗れ、X2降格が決まった。
2017年はX2で優勝。クラブホークアイとの入替戦で17対3で勝利し、1部へ復帰した。

## マスコットキャラクター
ガラ太くん - チーム名の由来となったサイドワインダー (ミサイル)のそもそもの語源であるヨコバイガラガラヘビがモデル

## 過去の成績
| 年度 | 所属       | 勝 | 敗 | 分 | 順位 | ポストシーズン（入替戦）                         |
| ---- | ---------- | -- | -- | -- | ---- | ------------------------------------------------ |
| 2003 | Xウエスト  | 0  | 5  | 0  | 6位  | X-X2入替戦敗退（対ファイニーズ）、X2降格         |
| 2004 | X2ウエスト | 5  | 0  | 0  | 1位  | X-X2入替戦勝利（対阪急）、X昇格                  |
| 2005 | Xウエスト  | 1  | 4  | 0  | 5位  |                                                  |
| 2006 | Xウエスト  | 1  | 4  | 0  | 6位  | X-X2入替戦敗退（対名古屋）、X2降格               |
| 2007 | X2ウエスト | 3  | 2  | 0  | 3位  |                                                  |
| 2008 | X2ウエスト | 1  | 4  | 0  | 5位  | X2-X3入替戦勝利（対NACL）、X2残留                |
| 2009 | X2ウエスト | 1  | 4  | 0  | 5位  | X2-X3入替戦敗退（対NACL）、X3降格                |
| 2010 | X3ウエスト | 5  | 0  | 0  | 1位  | X2-X3入替戦勝利（対CLUB SALTS）、X2昇格          |
| 2011 | X2ウエスト | 4  | 1  | 0  | 2位  |                                                  |
| 2012 | X2ウエスト | 3  | 2  | 0  | 3位  |                                                  |
| 2013 | X2ウエスト | 2  | 2  | 1  | 4位  |                                                  |
| 2014 | X2ウエスト | 4  | 1  | 0  | 2位  |                                                  |
| 2015 | X2ウエスト | 5  | 0  | 0  | 1位  | X-X2入替戦勝利（対富士ゼロックスJ-Stars）、X昇格 |

## チーム名の変遷
| 期間            | チーム名称                 |
| --------------- | -------------------------- |
| 1970年 - 1987年 | サイドワインダーズ         |
| 1988年 - 2010年 | イワタニサイドワインダーズ |
| 2011年 - 現在   | サイドワインダーズ         |

## かつての所属選手
- マーティ・キーナート